# Integrovaná doprava Plzeňského kraje

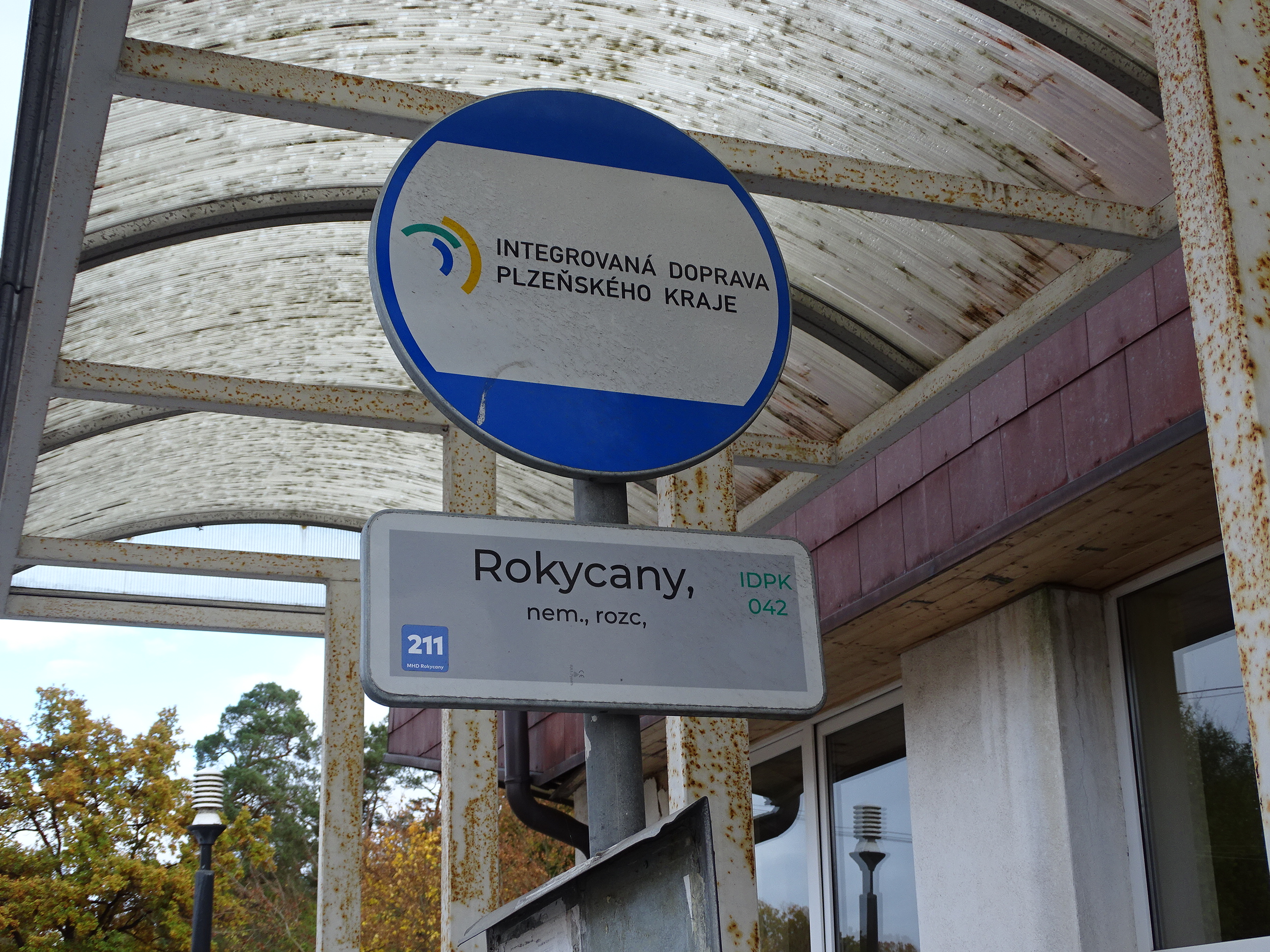
Označník autobusové zastávky s logem názvem IDPK

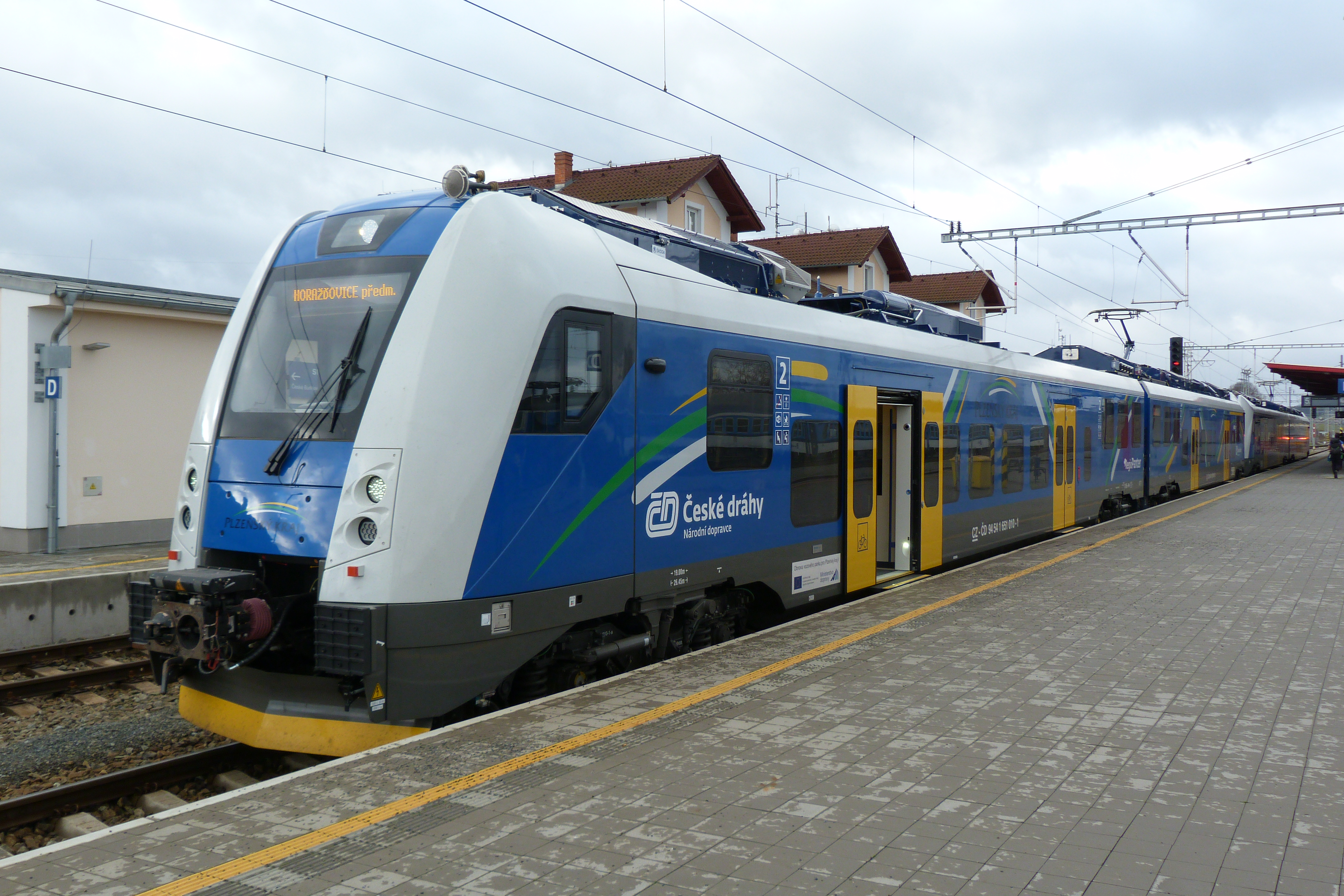
Vlak ČD v barvách Plzeňského kraje

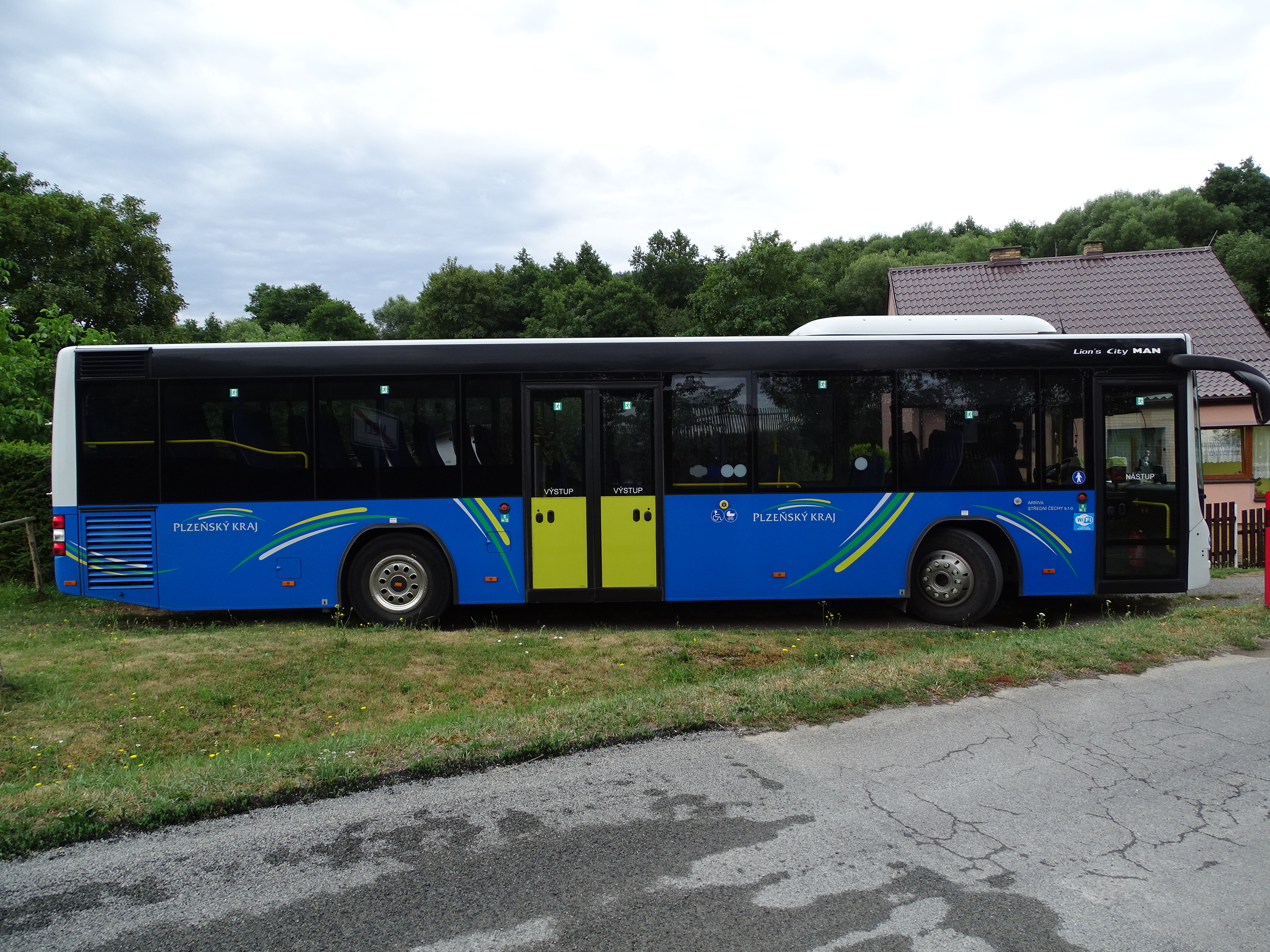
Autobus v barvách Plzeňského kraje

Integrovaná doprava Plzeňského kraje (IDPK), cca do roku 2020 Integrovaná doprava Plzeňska (IDP), je integrovaný dopravní systém veřejné osobní dopravy v Plzeňském kraji s přesahy do Karlovarského, Ústeckého, Středočeského a Jihočeského kraje. Systém byl spuštěn roku 2002 v oblasti asi do 15 km od středu Plzně, v roce 2012 byl rozšířen do okruhu asi 35 km od Plzně a v roce 2018 do zbytku kraje. V roce 2023 IDPK zahrnoval již přes 80 zón včetně šesti v sousedním Bavorsku. Do systému je zahrnuta městská hromadná doprava v Plzni (tramvaje, trolejbusy, autobusy), regionální autobusové linky a také regionální i dálková železniční doprava na území IDPK včetně vlaků kategorie IC a EC.
Integrace spočívá jednotném jízdním dokladu, který funguje mezi všemi zapojenými dopravci, na následujících nosičích jízdného - papírová jízdenka, mobilní aplikace, Plzeňská karta a příbuzné karty (Mariánská, Karlovarská). V letech 2002–2007 vykonávala činnosti organizátora systému společnost Plzeňský holding a. s., stoprocentně vlastněná městem Plzní, která byla k 1. lednu 2007 zrušena. V letech 2008–2010 organizátorem byly Plzeňské městské dopravní podniky a. s. K 1. květnu 2010 založil Plzeňský kraj (66 %) společně s městem Plzní (34 %) společnost POVED s. r. o., která se ke dni svého založení stala mimo jiné i organizátorem IDP.

## Název
K přejmenování z Integrované dopravy Plzeňska na Integrovanou dopravu Plzeňského kraje došlo kolem roku 2020; ještě v oznámení o rozšíření IDP na území celého kraje k 1. 7. 2018 a při úpravě zón k 1. 1. 2020 se používal starý název a zkratka systému, při úpravě zón k 1. 7. 2020 již byl použit nový název, k témuž datu byl zaveden přestupní tarif. Internetovou doménu idpk.cz má organizace POVED zaregistrovanou od 30. října 2019.

## Organizátoři
V letech 2002–2007 vykonávala činnosti organizátora systému společnost Plzeňský holding a. s., stoprocentně vlastněná městem Plzní, která byla k 1. lednu 2007 zrušena. 
V letech 2008–2010 organizátorem byly Plzeňské městské dopravní podniky a. s. 
K 1. květnu 2010 založil Plzeňský kraj (66 %) společně s městem Plzní (34 %) společnost POVED s. r. o., která se ke dni svého založení stala mimo jiné i organizátorem IDP. Organizace zajišťuje rozvoj dopravního systému, úpravy jízdních řádů, provádí kontrolní činnost u dopravců, dopravní průzkumy, připravuje soutěže na dopravní obslužnost a pro Plzeňský kraj zpracovává strategické dokumenty jako Plán dopravní obslužnosti Plzeňského kraje na léta 2022-26, který shrnuje předpokládaný rozvoj veřejné dopravy v následujících letech a slouží i jako podklad pro jednání s organizátory veřejné dopravy v sousedních krajích, Ministerstvem dopravy ČR nebo Správou železnic. POVED od roku 2020 provozuje centrální dispečink.

## Způsob integrace a tarif
Integrace spočívá v možnosti zakoupení a aktivace předplatného časového jízdného na Plzeňské kartě, toto předplatné časové jízdné je uznáváno na linkách a spojích všech dopravců začleněných do IDPK. Plzeňskou kartu je možné využít jako elektronickou peněženku pouze u dopravců začleněných do IDPK tj. PMDP, Arriva střední Čechy s.r.o. a AD-Miroslav Hrouda, Město Blovice a ČSAD autobusy Plzeň. Projekt Plzeňské karty byl uveden do provozu 1. května 2004 společností Plzeňský holding, a. s., později byl převeden na Plzeňské městské dopravní podniky, a. s. Jednotlivé jízdenky prodávané dopravci (včetně elektronických jízdenek aktivovaných na kartě Plzeňská jízdenka) zůstávají nepřestupné a nejsou integrovanými jízdními doklady Integrované dopravy Plzeňska. Časové předplatní jízdenky je možné zakoupit a aktivovat na Plzeňské kartě v rozsahu - roční (380denní) a šestiměsíční (190denní) a tzv. volný tarif (1–123 dní), žákovské časové předplatní jízdenky pro vnější tarifní zónu nebo více zón nebo jejich kombinaci s vnitřní zónou mají navíc měsíční variantu.
Pro nepravidelné cestující existují čipové předplatní Plzeňské jízdenky, které slouží jako elektronická peněženka a nosič pro aktivaci jednotlivých jízdenek.
Od roku 2020 bylo integrováno i jednotlivé jízdné v rámci IDPK, které platí ve všech autobusových linkách objednávaných krajem i ve všech vlacích a na vybraných linkách MHD včetně všech linek MHD v Plzni. 14. června 2020 byl zaveden nový tarif pro linkové autobusy, cena za jednu jízdu v linkovém autobuse byla stanovenana 12 Kč (plné jízdné), 6 Kč a 3 Kč (zlevněné jízdné). Od 1. července 2020 proběhla další vlna integrace a byl zaveden přestupní tarif IDPK.
V autobusové dopravě se standardně používá pouze tarif IDPK. Pro některé linky jsou stanoveny vzájemné přesahy s integrovanými systémy sousedních krajů a specifická pravidla pro vydávání a použití jízdenek IDS v přesahu do sousedního kraje.  
Pro cesty v rámci území IDPK osobními a spěšnými vlaky je možné použít pouze tarif IDPK, to platí jak pro jízdenku kupovanou na nádraží nebo ve vlaku, tak jízdenku kupovanou přes e-shop ČD nebo mobilní aplikaci Můj vlak. Tarif ČD TR10 se uznává pouze pro mezikrajské cesty a v rámci síťových nabídek. Pro cesty v rámci území IDPK rychlíkem nebo expresem může cestující využít jak tarif IDPK, tak tarif dopravce (aplikace ČD Můj vlak však jízdenku IDPK nenabízí). Pro cesty přes hranici území IDPK cestující využije tarif dopravce (nebo kombinaci jízdenek pro úseky navazující ve stanici, kde vlak zastavuje). Ve vlacích ČD i nadále na území IDPK platí tyto jízdenky: IN100, IN Business, IN Senior, Celodenní jízdenka (síťová), Skupinová víkendová jízdenka (síťová), Jízdenka na léto, Kilometrická banka či všechny mezinárodní jízdní doklady
Po rozšíření integrace na celý Plzeňský kraj a okolí se integrovaný dopravní systém Plzeňského kraje v rámci České republiky zařadil mezi nejpokročilejší, u organizace POVED si proto návrh integrace dopravy objednal i Jihočeský kraj.

## Tarifní zóny

### Původní podoba
Původně, od 1. ledna 2002, se síť dělila na vnitřní (centrální) tarifní zónu P (IDP-P, město Plzeň a několik okolních obcí) a vnější zónu Z (IDP-Z), která zahrnovala oblast asi do 13–17 km od středu Plzně. K vnitřní tarifní zóně P patřily kromě města Plzně i obce Dýšina, Chrást, Kyšice v okrese Plzeň-město, Starý Plzenec, Vejprnice a Tlučná v okrese Plzeň-sever a Smědčice v okrese Rokycany.

### Úpravy 2012
Od 1. dubna 2012 nese vnitřní zóna označení 001 Plzeň a byla omezena jen na území města Plzně, na němž může město Plzeň svými nařízeními v mezích zákona regulovat ceny. Vnější oblast, za hranicemi města Plzně, byla rozdělena do řady tarifních zón. Tarifní zóny od 1. dubna 2012 (většina zón zahrnuje více obcí, pojmenována je podle nejvýznamnější):
- 001 Plzeň
- 021 Třemošná
- 022 Plasy
- 025 Hromnice
- 026 Dolní Bělá
- 041 Chrást
- 042 Rokycany
- 043 Mirošov
- 044 Mýto
- 045 Radnice
- 061 Šťáhlavy
- 062 Blovice
- 065 Spálené Poříčí
- 067 Řenče
- 071 Tymákov
- 081 Dobřany
- 082 Přeštice
- 085 Dnešice
- 086 Merklín
- 101 Nýřany
- 102 Heřmanova Huť
- 103 Stod
- 121 Město Touškov
- 121 Plešnice

### Pokrytí celého kraje
S rozšížením IDP na území celého kraje v roce 2018 vznikly další zóny, celkem existovalo 40 zón. S reorganizací v roce 2020 se hranice některých zón změnily, také vznikly další 4 zóny na území Plzeňského kraje a 4 v sousedních krajích.
V roce 2023 již existovalo v rámci IDPK přes 80 zón, z toho 12 převážně na území sousedních krajů a 6 v zahraničí na území Bavorska.

## Rozsah sítě
Součástí systému IDPK jsou všechny linky MHD Plzeň.
Regionální či dálkové autobusové linky má do systému IDPK začleněny především dominantní celokrajský dopravce ČSAD autobusy Plzeň a. s.
Arriva Střední Čechy a. s. má do systému začleněny pouze úseky linek:
- 210046 Hořovice – Plzeň
- 149101 Praha – Plzeň – Tachov (pouze do března 2012)
- 210035 Hořovice – Komárov – Strašice (od 1. dubna 2012)
- 470800 Strašice – Praha (od 1. dubna 2012)

Autobusová doprava-Miroslav Hrouda má v systému začleněny linky:
- 470560 Zbiroh – Lhota pod Radčem – Holoubkov – Plzeň
- 470540 Rokycany – Holoubkov – Zbiroh (od 1. dubna 2012)
- 470530 Zvíkovec – Zbiroh – Rokycany – Hrádek (od 1. dubna 2012)
- 475010 Rokycany, aut. nádraží – Jižní předměstí – nemocnice – městský hřbitov (MHD Rokycany, od 1. dubna 2012)

Město Blovice má do systému IDP od 1. dubna 2012 začleněnu jednu autobusovou linku, kterou samo provozuje:
- 450007 Blovice – Štítov – Chocenice – Ždírec – Blovice

Do systému jsou do března 2012 zahrnuté osobní a spěšné vlaky na tratích a úsecích:
- Trať 160: Plzeň hlavní nádraží – Horní Bříza (od 1. 4. 2012 prodlouženo do zastávky Horní Hradiště)
- Trať 170: Plzeň hlavní nádraží – Kozolupy (od 1. 4. 2012 prodlouženo do stanice Sulislav)
- Trať 170: Plzeň hlavní nádraží – Rokycany, v úseku Plzeň hlavní nádraží – Rokycany též všechny rychlíky (od 1. 4. 2012 prodlouženo do stanice Kařízek)
- Trať 175: Rokycany – Rokycany předměstí (od 1. 4. 2012 prodlouženo na celou trať, tedy až do Nezvěstic)
- Trať 176: Chrást u Plzně – Chrást u Plzně zastávka (od 1. 4. 2012 prodlouženo na celou trať, tedy až do Radnice)
- Trať 180: Plzeň hlavní nádraží – Zbůch (od 1. 4. 2012 prodlouženo do stanice Hradec u Stoda)
- Trať 181: Nýřany – Kamenný Újezd u Nýřan (od 1. 4. 2012 prodlouženo na celou trať, tedy až do Heřmanovy Hutě)
- Trať 183: Plzeň hlavní nádraží – Dobřany, v tomto úseku též všechny rychlíky (od 1. 4. 2012 prodlouženo do stanice Borovy)
- Trať 190: Plzeň hlavní nádraží – Nezvěstice (od 1. 4. 2012 prodlouženo do stanice Ždírec u Plzně)

Kromě úseků označených podle čísel tratí je samostatně zmiňovaná takzvaná Plzeňská linka Kozolupy – Plzeň hlavní nádraží – Blovice, která je provozována jako linka průjezdná uzlem Plzeň hlavní nádraží a je vedena průběžně po trati 170 (směr Plzeň - Cheb) a trati 190 (Plzeň - České Budějovice).
Po změnách od 1.7. 2020 budou již integrované všechny železniční linky na území Plzeňsého kraje.

## Rozšíření v roce 2012
Od 1. dubna 2012 došlo k rozšíření území IDP z dosavadních 44 obcí Plzeňského kraje na 194 obcí (původně avizováno 196 obcí), tj. do IDP bylo začleněno 150 nových obcí (zdroj zmiňuje 152 obcí). Systém IDP byl rozšířen do okruhu asi 35 km od Plzně a zahrnoval například obce Radnice, Mýto a Mirošov v okrese Rokycany, Blovice, Přeštice, Merklín a Stod v okrese Plzeň-jih, Plasy, Heřmanova Huť, Plešnice, Všeruby a Dolní Bělá okrese Plzeň-sever, přičemž údajně neměl žádný nový dopravce přibýt, podle zveřejněného seznamu linek však bylo v systému zapojeno i město Blovice jako provozovatel jedné autobusové linky.

## Rozšíření v roce 2018
1.7. 2018 bylo území IDP rozšířeno na celý Plzeňský kraj a do vybraných lokalit za hranicemi kraje. Do systému bylo zařazeno dalších 531 obcí.

## Výběr dopravců
Na začátku roku 2012 začal Plzeňský kraj s vyhlašováním výběrových řízení na provozování autobusové dopravy.
Na základě rozboru z roku 2010 byl jako první vybrán provozní celek Radnicko (včetně Zbirožska) v severním Rokycansku. Před výběrovým řízením kraj v této oblasti přispíval ročně 34 miliony korun včetně DPH na 26 linek, z nichž 20 provozovala ČSAD autobusy Plzeň a. s. a 6 linek Autobusová doprava Miroslav Hrouda. Výběrové řízení, historicky první tendr na autobusovou dopravu v Plzeňském kraji, bylo vypsáno na 20 linek na období od 9. prosince 2012 do prosince 2020, za 8 let by dotace měla činit cca 200 milionů Kč bez daně. V říjnu 2012 uspěla v tomto výběrovém řízení Autobusová doprava Miroslav Hrouda, za ní se podle vyhodnocení umístili další zájemci, PROBO BUS a. s., ČSAD autobusy Plzeň a. s. a ČSAD Slaný a. s.
Další výběrové řízení se má týkat autobusové dopravy na Kralovicku od prosince 2013, do roku 2019 pak musí projít soutěžemi všechny autobusové a vlakové linky.

## Zúčastnění dopravci
- Plzeňské městské dopravní podniky, a. s. (PMDP)
- ČSAD autobusy Plzeň a. s.
- České dráhy, a. s.
- PROBO BUS a. s.
- Autobusová doprava-Miroslav Hrouda s. r. o.
- Město Blovice